# Newfoundland Growlers
Newfoundland Growlers var ett kanadensiskt professionellt ishockeylag som spelade i den nordamerikanska ishockeyligan ECHL mellan 2018 och 2024. De spelade sina hemmamatcher i inomhusarenan Mary Brown's Centre, som har en publikkapacitet på 6 287 åskådare vid ishockeyarrangemang, i St. John's i Newfoundland och Labrador. Laget ägdes av Deacon Sports & Entertainment, som ägde också Iowa Heartlanders och Lions de Trois-Rivières i samma ishockeyliga. Laget var farmarlag med Toronto Maple Leafs i National Hockey League (NHL) och Toronto Marlies i American Hockey League (AHL).
De vann Kelly Cup, som är trofén till det lag som vinner ECHL:s slutspel, under sin debutsäsong i ligan, en bedrift som inget annat nystartat lag har gjort i ligans historia.
Spelare som spelade för dem är bland andra Justin Brazeau, Kyle Cumiskey, Semjon Der-Argutjintsev, David Farrance, Mac Hollowell, Marc Johnstone, Michael Kapla, Timothy Liljegren, Bobby McMann, Griffen Molino, Adam Pardy och Kristiāns Rubīns.